# イーゴリ・グラーバリ

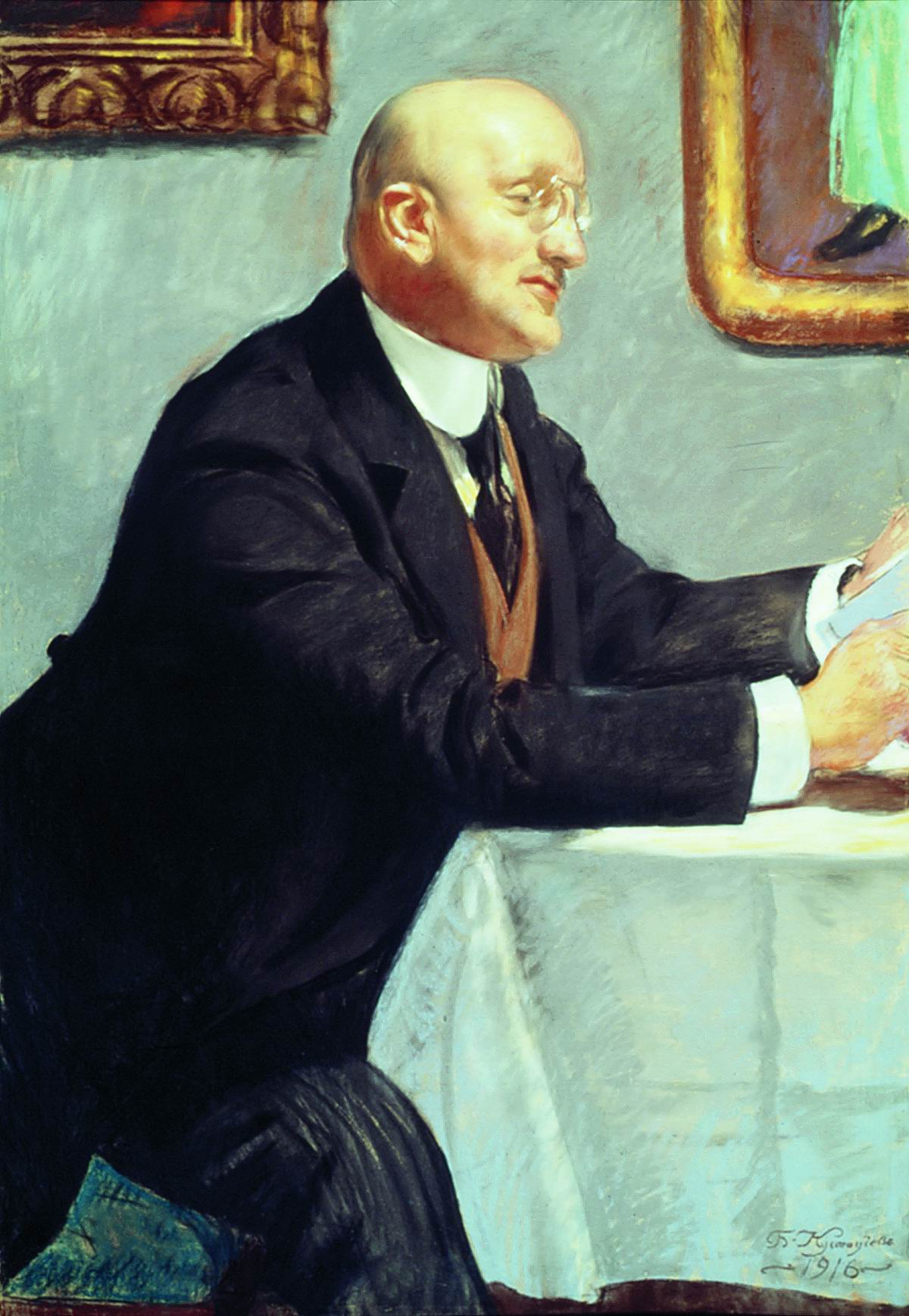
イーゴリ・グラーバリ
(画)ボリス・クストーディエフ(1916)

イーゴリ・エマヌイロヴィチ・グラーバリ（露語：Игорь Эммануилович Грабарь / ラテン字母転写の例：Igor Emmanuilovich Grabar, 1871年3月25日 ブダペスト – 1960年5月16日 モスクワ）は、ロシア帝国およびソ連邦の画家・美術修復家。前半生は美術誌『芸術世界』の同人として、後半生は社会主義リアリズムの旗手として知られた。「グラーバリ」は、「グラバーリ」とも表記される。

## 略歴
ロシアの要人の息子としてブダペストに生まれ、1876年にロシアに帰国。当初はモスクワのギムナジウムに学び、ペテルブルク大学に進学。1893年に法学部を修了すると美術に転向し、1894年にペテルブルク帝国美術アカデミーに入学し、1896年にはミュンヘン美術アカデミーに留学した。
1902年より『芸術世界』展に出品し、その作品は国外でも展示されるようになり、ミュンヘンやパリだけでなく、1909年にはローマ万博にも出展された。当初の画風はユーゲントシュティールに、その後は印象派に影響を受けたが、「菊」や「散らかった食卓」はむしろ新印象派に近い。
1913年の始めから1925年までトレチャコフ美術館の館長に就任。そのほかに、1918年から1930までモスクワ中央修復工房を監督した。1943年よりソ連科学アカデミーの正会員に迎えられ、1941年にはスターリン賞を授与される。1956年に肖像画と革命を主題とした歴史画の分野での功労を称えて、ソ連人民芸術家に認められた。

## 主要作品
- 犬を連れた婦人 （1899年）
- 9月の雪 （1903年）
- 2月の蒼穹 （1904年）
- 白い冬（ミヤマガラスの雛） （1904年）
- 菊
- 明るい秋の夕暮れ （1923年）
- 直線状に並んだレーニン （1933年）
- 冬の陽気 （1941年）